# 城南五山
城南五山（じょうなんござん）は、東京の城南地区にある高台5ヶ所の総称である。いずれも山手線の内側、目黒駅から品川駅にかけての地域にあり、昭和期以降からの新興高級住宅街として知られる。
1. 島津山　（しまづやま）
2. 池田山　（いけだやま）
3. 花房山　（はなぶさやま）
4. 御殿山　（ごてんやま）
5. 八ツ山　（やつやま）

で構成される（順不同）。

## 城南五山

### 島津山
現在の品川区東五反田1・3丁目付近の高台に相当する。名称は、旧島津公爵邸に因み、同邸宅は現在清泉女子大学となっている。

### 池田山
現在の品川区東五反田4・5丁目付近の高台に相当する。名称は、江戸時代に備前岡山藩の池田家の下屋敷があり、明治時代にも華族の侯爵家となった池田家の邸宅があったことに因む。大正末から宅地化が進み、1929（昭和4）年に「箱根土地」（現「西武鉄道グループ」）によって宅地分譲が開始行われるようになり、池田家の敷地の大部分は高級住宅地として分譲された。池田山には、池田山公園やねむの木の庭といった公園も整備されている。

### 花房山
現在の品川区上大崎3丁目付近の高台に相当する。名称は、明治、大正期の外交官である花房義質の別邸があったことに因む。

### 御殿山
現在の品川区北品川3 - 6丁目付近の高台に相当する。名称は、徳川将軍家が鷹狩の折りに休んだ品川御殿があったことに因む。

### 八ツ山
現在の港区高輪3 - 4丁目付近の高台に相当する。名称の由来については諸説ある。
- この地に八つの岬があったので「八ツ山」と名づけたという説
- 八人の諸侯の屋敷があったので「八ツ山」と名づけたという説
- この地がかつての谷山（やつやま）村の一部だったことから谷山が「八ツ山」に転化したという説

八ツ山にはかつて岩崎家の別邸で、現在は三菱グループの施設となっている開東閣がある。